# فرانكو فاريا
فرانكو فاريا (بالإسبانية: Damián González) هو لاعب كرة قدم أرجنتيني في مركز الوسط، ولد في 6 مارس 1991 في سواردي في إيطاليا. لعب مع يونيون دي سانتا في.

## وصلات خارجية
- فرانكو فاريا على موقع قاعدة بيانات كرة القدم.إي يو (الإنجليزية)
- فرانكو فاريا على موقع Soccerway.com (الإنجليزية)